# Barnet döps i nådens hav
Barnet döps i nådens hav är en psalm med text av Christina Lövestam och musiken är från Basel år 1745.

## Publicerad i
- Psalmer i 2000-talet som nummer 900 under rubriken "Kyrkliga handlingar".
- Hela familjens psalmbok 2013 som nummer 142 under rubriken "Barn i Guds famn".[1]